# Флаг Южного Вьетнама
Флаг Южного Вьетнама (вьет. Cờ vàng ba sọc đỏ) был флагом Временного центрального правительства Вьетнама (1948—1949), Государства Вьетнам (1949—1955) и Республики Вьетнам (1955—1975). Представлял собой прямоугольное полотнище жёлтого цвета, в центре которого были нанесены три горизонтальные полосы красного цвета. Жёлтый цвет — это исторический цвет Вьетнама, цвет земли, три полосы — это области Северного, Центрального и Южного Вьетнама, символизирует единство страны, их красный цвет — цвет крови, символизирует постоянную борьбу народа на протяжении истории страны. Дизайн флага был утверждён Нгуен Ван Суаном 2 июня 1948 года. В настоящее время флаг используется многими антикоммунистически настроенными членами вьетнамской диаспоры как символ культурного наследия древнего Вьетнама и их борьбы против существующего в современном Вьетнаме политического строя.
| Цвет    | Жёлтый      | Красный     |
| ------- | ----------- | ----------- |
| Pantone | Yellow 116  | Red 032     |
| CMYK    | 0.0.100.0   | 0.90.86.0   |
| RGB     | (255,255,0) | (250,60,50) |
| HTML    | #FFFF00     | #EF4135     |
| NCS     | S 0570 G70Y | S 0580 Y80R |